# Playa Grande (Costa Rica)
Playa Grande é uma praia da Costa Rica localizada no cantão de Santa Cruz, na província de Guanacaste. Encontra-se localizada dentro do Parque Nacional Marinho La Baulas, lugar de conservação da tartaruga-de-couro, Dermochelys coriacea, e é um dos lugares turísticos mais procurados do país por ser um dos melhores lugares para a prática do surf.

## Localização e acesso
Playa ou Praia Grande encontra-se no distrito de Cabo Vela, a 289 km da capital do país, San José (umas 4 horas e 15 minutos de carro pela Estrada Interamericana Norte). Importante mencionar que Guanacaste conta com seu próprio aeroporto internacional na cidade de Liberia, capital da província, localizada a 69 km de Tamarindo. Esta praia está localizada dentro do Parque Nacional Marinho Las Baulas, criado em 1995 para assegurar a sobrevivência da tartaruga baula, que protege 450 hectares de praias, bosques e manglares no sector noroeste da Península de Nicoya. É acessível via terrestre todo o ano, mas, ainda que esteja a apenas 2 km de Tamarindo, não há estrada direta de Praia Grande a Tamarindo porque estão separados pelo Estuário e Reserva Natural de Tamarindo. No entanto, pode-se ir andando pela praia de Tamarindo e tomar o transporte aquático para cruzar o Estreito de Tamarindo, chegando depois à Praia Grande.

## Clima
Apresenta um tipo de clima tropical. A temporada de chuva é de maio a outubro, com céus desocupados pela manhã e tempestades ao anoitecer.

## Características da praia
Praia Grande é uma praia litogénica de areia branca, localizada dentro da Baía de Tamarindo, que mede aproximadamente 3 600 m de comprimento, é de forma recta para o sul e curva em sector noroeste, antes de chegar a Cabo Velas. A extensa praia é um território ideal para tomar banhos de sol, para descansar e realizar percursos, especialmente para o oeste, onde se pode chegar até às pequenas e pitorescas praias Janelas e Carvão e ao monte Lo Morro. Durante a maré baixa caracteriza-se por formar piscinas naturais. O banhista deve tomar precauções na desembocadura do esteiro o qual se localiza para Tamarindo.

## Reserva natural
Praia Grande é parte do Parque Nacional Marinho Las Baulas, e é o lar da tartaruga marinha de couro, a tartaruga marinha maior do mundo, mas também habitam na zona do parque cerca de 174 espécies marinhas e de aves. Dentro do parque também podem ser observadas outras espécies como a raposa (Didelphis marsupialis), o veado (Odocoileus virginianus), a (Alouatta palliata), coiote (Canis latrans) e (Procyon lotor). Por ser uma área marinha os répteis, anfíbios e invertebrados são abundantes e facilmente observáveis: entre os mais comuns podem-se citar: o caranguejo  (Cardisoma rasjum), a jiboia (Boa constrictor), o lagarto (Basiliscus basiliscus) e o crocodilo (Crocodylus acutus).
A praia está aberta ao público somente durante o dia quando ocorrem as "arribadas" ou temporada de agrupamento das tartarugas (de Outubro a maio). Durante a noite, os guarda-parques patrulham o Parque para assegurar-se de proteger as tartarugas e seus ovos, especialmente dos caçadores e turistas demasiado entusiasmados que constituem uma ameaça para a subsistência da espécie.

## Turismo
Durante a temporada de desova da tartaruga, há guias especializados na matéria que trabalham para o parque, que realizam voltas guiadas para observar a aninhada desta espécie marinha. Por lei, está proibido a colocação de luz artificial junto da praia, para evitar desorientar às crias que nascem e que estas não marchem para a zona povoada, senão para o mar, pelo que não há hotéis com vista à praia, mas sim dentro da área protegida, algo não muito casual em Costa Rica. Ademais, próximo à Praia Grande encontra-se a localidade de Tamarindo que tem infraestrutura turística desenvolvida. Só existe um hotel junto da praia, o qual é o Hotel «Las Tortugas» que foi construído antes que se estabelecesse o Parque Nacional Marinho Las Baulas. Neste hotel podem-se alugar pranchas de surfe, kayaks, snorkeling e cavalos.
A praia Grande conta com excelentes qualidades para a prática do surfing e está, de facto, catalogada como uma das melhores praias do país para praticar este desporto, já que conta com ondas consistentes e constantes. Graças a sua orientação pleno oeste, a costa recebe um amplo leque de «swells» que geram ondas frequentes. Durante a temporada de chuvas, de abril a novembro, a costa recebe as ondas geradas pelas baixas pressões no Pacífico Sul, enquanto durante a temporada seca, de dezembro a marco, a costa recebe as ondas do Noroeste, criando assim condições ideais para a prática do surf durante todo o ano. É uma das quatro zonas do balneário Tamarindo, junto com Praia Negra, Rocha Bruxa e Olie's Point. Também conta com um surf-camp para aprender a praticar este esporte.

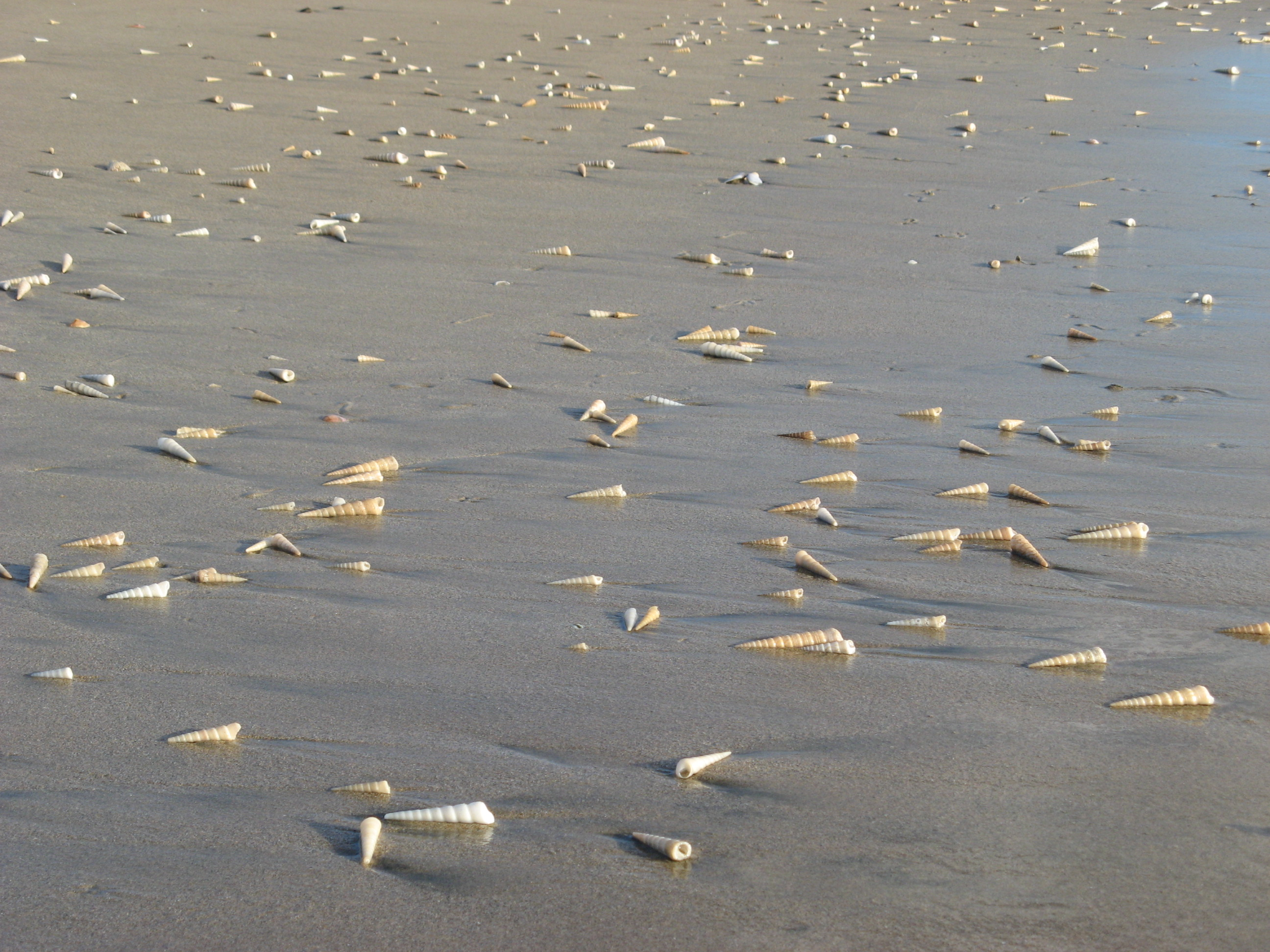
Conchas na Playa Grande.
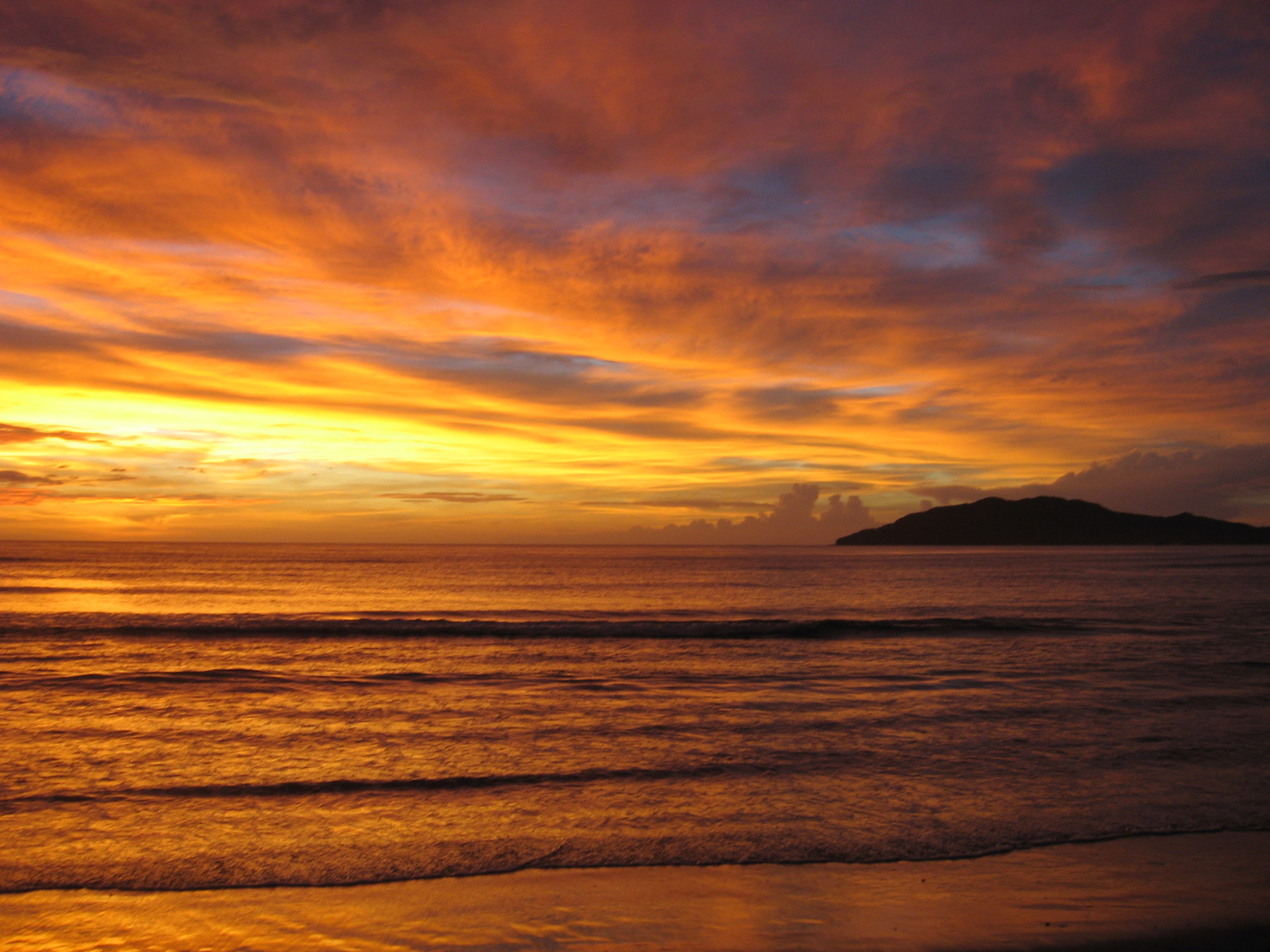
Pôr do sol.
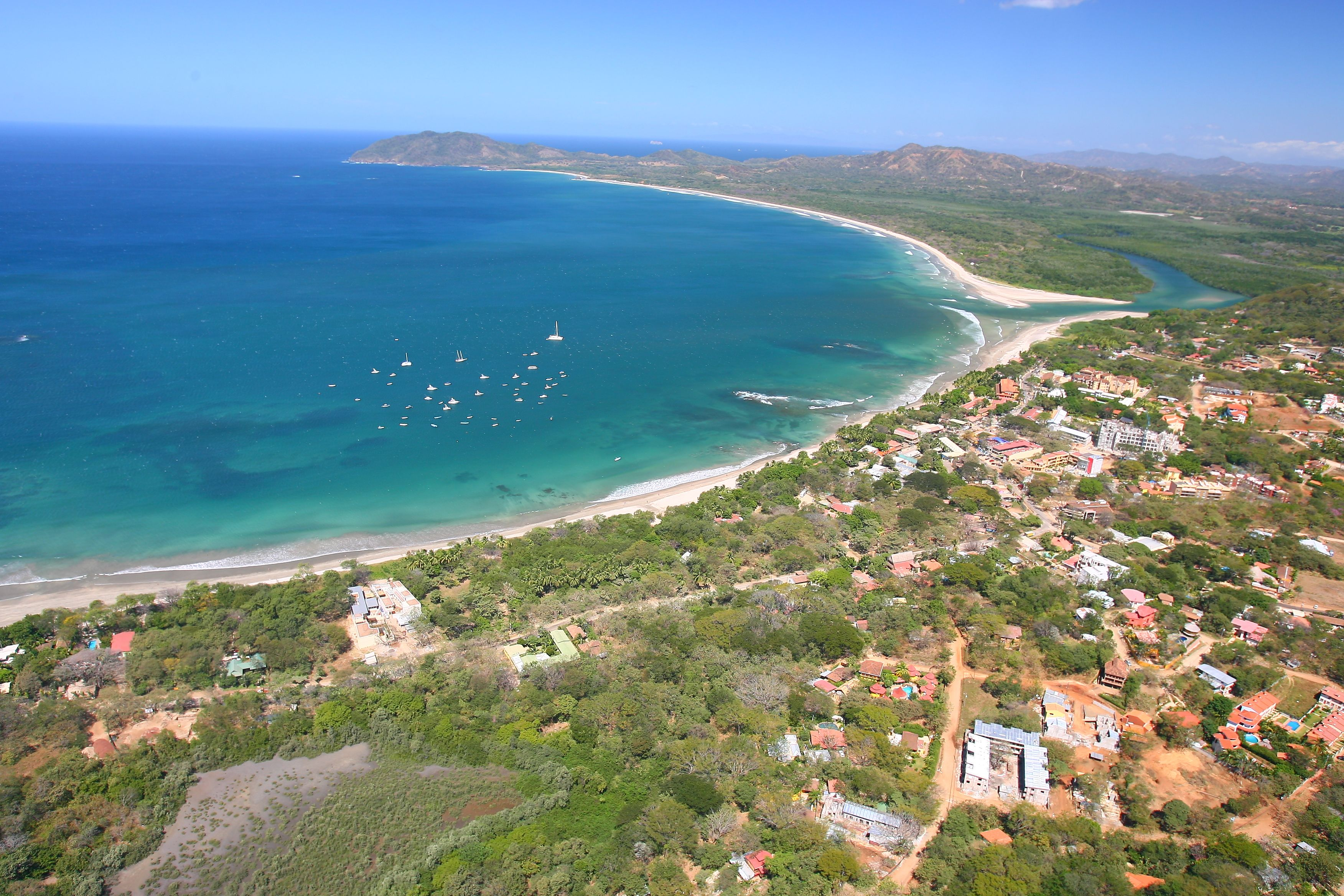
Vista aérea
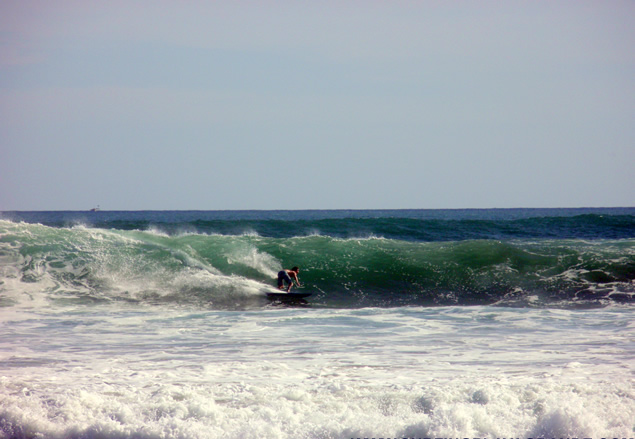
Surf na Playa Grande.